# Phreatia constricta
Phreatia constricta är en orkidéart som beskrevs av Rudolf Schlechter. Phreatia constricta ingår i släktet Phreatia och familjen orkidéer. Inga underarter finns listade i Catalogue of Life.